# Sylvie Yvert
Pour les articles homonymes, voir Yvert.
Sylvie Yvert est une romancière française, ancienne chargée de mission au Quai d'Orsay.

## Biographie
Sylvie Yvert fait ses débuts dans l'édition en publiant un recueil d'essais littéraire sous le titre Ceci n'est pas de la littérature... aux Éditions du Rocher en 2008.
En 2016, elle publie un premier roman historique intitulé Mousseline la Sérieuse, racontant la vie (romancée) de Marie-Thérèse de France, la fille de Louis XVI et Marie-Antoinette d'Autriche. Il est nommé pour les Prix des Lecteurs L'Express-BFMTV en 2016.
Son second roman, publié en 2019 et titré Une année folle, est nommé pour le Prix du roman historique Napoléon Ier, présidé par Stéphane Bern et Jean Tulard créé cette année-là pour marquer les 250 ans de la naissance de l'empereur. Dedans, elle suit l'itinéraire de deux bonapartistes lors des Cent-Jours en 1815.

## Télévision
En 2018, elle participe à l'émission Secrets d'Histoire consacrée à  Marie-Thérèse de France, intitulée  Madame Royale, l'orpheline de la Révolution, diffusée le 12 juillet 2018 sur France 2.

## Œuvres
- Ceci n'est pas de la littérature..., Paris, éditions du Rocher, 2008, 221 p. (ISBN 978-2-268-06477-2)
- Mousseline la Sérieuse, Paris, éditions Héloïse d'Ormesson, 2016, 332 p. (ISBN 978-2-35087-346-6)
- Une année folle : roman, Paris, éditions Héloïse d'Ormesson, 2019, 330 p. (ISBN 978-2-35087-490-6)
- Au moins le souvenir : roman, Paris, éditions Héloïse d'Ormesson, 2021, 384 p. (ISBN 978-2-35087-747-1)

## Distinctions
- 2016 : Prix littéraire des Princes du magazine Point de vue[9]
- 2016 : Prix d'histoire du Nouveau Cercle de l'Union
- 2019 : Prix littéraire Napoléon Ier du réseau des Villes Impériales[10]